# 殿城口駅
殿城口駅（とのしろぐちえき）は、かつて長野県小県郡真田町（現・上田市）に存在した上田交通真田傍陽線の駅（廃駅）である。

## 概要
真田傍陽線の前身である上田温泉電気軌道北東線の第一期線の上田駅 - 本原駅間は、きっかけとなった鉄道敷設運動の経緯から、当初路線は殿城村を回るルートで計画され、神川鉄橋も現在の国道144号川久保橋より下流の殿城村付近に建設される予定であった。
しかし、建設負担金が集まらないとの理由から殿城村が脱落したため、現在の川久保橋付近に鉄橋が建設され、同時に伊勢山トンネルも建設されるルートに変更された。ルート変更によって設けられた駅が殿城口駅である。駅は神川第一鉄橋を渡ってすぐの場所に建設された。

## 歴史
駅は設置時川久保橋の近くにあり、設置された場所の住所が本原村大字下原小字川久保（現・上田市真田町下原）であったため川久保駅（かわくぼえき）と称していたが、1953年（昭和28年）に改称している。

### 年表
- 1928年（昭和3年）1月10日：上田温泉電軌北東線の伊勢山 - 本原間開通に伴い、川久保駅として開業[1]。
- 1939年（昭和14年）8月30日：上田温泉電軌の社名変更および線名改称に伴い、上田電鉄菅平鹿沢線の駅となる。
- 1943年（昭和18年）10月21日：会社合併に伴い、上田丸子電鉄の駅となる。
- 1953年（昭和28年）：殿城口駅へ改称。
- 1960年（昭和35年）4月1日：線名改称に伴い、真田傍陽線の駅となる。
- 1969年（昭和44年）6月1日：上田丸子電鉄の社名変更に伴い、上田交通の駅となる。
- 1972年（昭和47年）2月20日：真田傍陽線の廃線に伴い廃止。

### 神川第一鉄橋
真田傍陽線（建設当時は上田温泉電気軌道北東線）の難工事として伊勢山トンネルと共に挙げられるのが神川第一鉄橋、通称川久保鉄橋の建設である。神川第一鉄橋は当初殿城村を回るルートを採用していた事から実際に建設された場所よりも下流に建設される事になっていた。
しかし、前述の通り殿城村が資金不足を理由に鉄道敷設運動から脱落したことから、神川第一鉄橋は当初の予定よりも上流の伊勢山付近に建設されることとなった。伊勢山トンネルの掘られた付近はV字型の谷に位置していたためすべてをプレートガーター方式で建設することが出来ず、中央部は4連ケーソンガーターで、伊勢山トンネル出口付近と殿城口駅の付近にプレートガーターを2連建設するというスタイルで完成した。また、真田傍陽線は全区間逆U時型の架線柱で電線を支える方式を採用しており、神川第一鉄橋も同様であったが、架線柱が橋脚から伸びているため、1958年（昭和33年）にコンクリートの架線柱に換えられるまで木柱を2本足として継ぎ足してあった。

## 駅構造
駅はカーブの途中にあり（真田・傍陽方面に向かって左にカーブ）、単式ホーム1面でホームは線路の東側（真田・傍陽方面に向かって右側）に位置した。駅舎を持ち駅員が配置され、駅員が切符を販売する駅であった。

## 廃止後の状況
廃止後は上田交通→上電バス→上田バスのバス停留所となったが、停留所は川久保橋の近くにある。
神川第一鉄橋は廃線後に取り壊され、現存しない。

## 隣の駅
上田交通
真田傍陽線
伊勢山駅 - 殿城口駅 - 下原下駅